# Scutellastra miliaris
Scutellastra miliaris is een slakkensoort uit de familie van de Patellidae. De wetenschappelijke naam van de soort is voor het eerst geldig gepubliceerd in 1848 door Philippi.